# Francisco Romero Vázquez
Francisco Romero Vázquez, també conegut com a Pancho Romero, (Concepción, 17 de desembre de 1942 - Manresa, 13 de febrer de 1997) fou un futbolista paraguaià de la dècada de 1970.

## Trajectòria
Va arribar al RCD Espanyol l'any 1967 procedent del Club Sol de América de Paraguai. Jugà dues temporades a l'Espanyol. En la primera disputà 17 partits de lliga, però en la segona només 6. A més, aquesta segona temporada acabà amb el descens de l'Espanyol a Segona Divisió. Romero fou apartat de l'equip i malgrat tenir ofertes de clubs com el Club América de Mèxic, decidí romandre a Catalunya i fitxar per la UE Sant Andreu. Al club andreuenc, que militava a Segona, visqué una gran temporada, jugant 26 partits de lliga i encaixant només 18 gols. Retornà a l'Espanyol per la temporada 1970-71 però no jugà molts minuts i en finalitzar aquesta temporada marxà a l'Sporting de Gijón on romangué durant tres campanyes. L'any 1974 retornà a Catalunya fixant la seva residència a Manresa, jugant pel club de la capital del Bages durant 4 temporades, i quatre més al CE Puigreig, fins al 1982.